# Raschkonitza-Mühle
Die Raschkonitza-Mühle (oft fälschlicherweise Raschkonitzer Mühle genannt) war eine Wassermühle im Spreewald, etwa zwei Kilometer nordöstlich der Ortschaft Boblitz im Landkreis Oberspreewald-Lausitz.

## Geschichte
Die Raschkonitza-Mühle wurde im Jahr 1770 errichtet. Sie befand sich etwa zwei Kilometer nordöstlich von Boblitz an der Mündung der Jeschoa, der heutigen Oberen Boblitzer Kahnfahrt, in die Raschkonitza, den heutigen Südumfluter. Nach letzterem Fließ ist die Mühle benannt. Die Mühle hatte jedoch nach ihrem Bau mit schlechten Wasserverhältnissen zu kämpfen, bei einer Wehrbreite von etwa fünf Metern betrug die Stauhöhe nur 30 Zentimeter. Zudem war die Raschkonitza damals nur ein sehr schmales Flüsschen und lieferte somit nicht die ausreichenden Wassermengen, um die Wirtschaftlichkeit der Mühle zu garantieren.
1845 brannte die Raschkonitza-Mühle ab und wurde nicht wieder aufgebaut. 1856 wurde die Mühle noch erwähnt, die Überreste der Mühle sind heute spurlos verschwunden.